# Santa Terezinha de Goiás
Santa Terezinha de Goiás es un municipio brasilero del estado de Goiás.